# Kristian Sarkies
Kristian Ronald Sarkies (* 25. Oktober 1986 in Melbourne) ist ein australischer Fußballspieler. Der Mittelfeldspieler spielt seit 2005 für verschiedene Klubs in der A-League.

## Vereinskarriere
Sarkies begann seine Aktivenkarriere in der National Soccer League bei South Melbourne FC. Nach deren Einstellung 2004 kam er 2005 zum neugegründeten Klub Melbourne Victory, mit dem er in der A-League antrat. In der Saison 2006/07 erreichte er mit Melbourne das Grand Final um die Landesmeisterschaft. Im Spiel gegen Adelaide United wurde er in der 90. Minute für den fünffachen Torschützen Archie Thompson eingewechselt und erzielte kurz darauf den Treffer zum 6:0-Endstand. Für Schlagzeilen sorgte er bei der anschließenden Siegerehrung, als er bei der Medaillenübergabe Australiens Premierminister John Howard auf dessen Glatze küsste.
Zur folgenden Saison unterschrieb Sarkies einen Einjahresvertrag bei Adelaide United, den er 2008 um zwei weitere Jahre verlängerte. Während seiner Zeit bei Adelaide hatte Sarkies permanent mit Verletzungsproblemen zu kämpfen, eine Tiefe Venenthrombose gefährdete im Dezember 2008 sogar die Fortführung seiner Karriere. Im November 2008 stand Sarkies mit Adelaide als erstem australischen Verein im Finale der AFC Champions League, dort unterlag man aber dem japanischen Vertreter Gamba Osaka deutlich. Im Folgemonat gehörte er auch bei der FIFA-Klub-Weltmeisterschaft 2008 zum Aufgebot und kam beim Erreichen des fünften Platzes zu zwei Einsätzen. Die Endphase der Saison 2008/09, als Adelaide ins Meisterschaftsfinale vorstieß, verpasste Sarkies wegen seiner Thrombose. Zur Saison 2010/11 wechselte er zurück nach Melbourne und schloss sich dem neu gegründeten A-League-Klub Melbourne Heart an. Sarkies brach sich im Februar 2010 noch als Spieler von Adelaide das Bein und erreichte bei den Hearts nie sein vorheriges Leistungsvermögen. In zwei Jahren kam er nur zu elf Einsätzen und erhielt 2012 keine Vertragsverlängerung.

## Nationalmannschaft
Sarkies gewann 2003 mit der australischen U-17-Auswahl das ozeanische Qualifikationsturnier für die U-17-WM in Finnland. Dort kam er als Ergänzungsspieler beim Vorrundenaus zu zwei Einsätzen. Zwei Jahre später nahm er mit der U-20-Nationalmannschaft an der Junioren-WM in den Niederlanden teil. Erneut scheiterte man in der Vorrunde, Sarkies kam dabei zu drei Einsätzen und wird im Technischen Bericht als „offensiver Mittelfeldspieler mit großem Aktionsradius“ hervorgehoben. Mit der australischen olympischen Auswahl (U-23) qualifizierte sich Sarkies für das olympische Turnier 2008 in China. Von Trainer Graham Arnold wurde er in das 18-köpfige Turnieraufgebot berufen und kam beim Vorrundenaus zu zwei Einsätzen.
Für die A-Nationalmannschaft gab Sarkies während der Vorbereitungen auf die WM 2006 sein Debüt in einem Freundschaftsspiel gegen Liechtenstein. Für das Endturnier wurde der Mittelfeldspieler nicht berücksichtigt. 2008 kam er im Rahmen der Qualifikation für die WM 2010 zu seinem zweiten Länderspieleinsatz.